# Сєриков Анатолій Никифорович
Анато́лій Ники́форович Сє́риков (нар. 6 листопада 1958, с. Веприк Бобровицького району Чернігівської області) — український журналіст, культуролог, видавець, педагог, громадський діяч. Заслужений журналіст України (1993), член Національної спілки журналістів України (1984) і Національної спілки краєзнавців України (1993).
Засновник і видавець низки українських і зарубіжних періодичних видань, зокрема науково-популярного ілюстрованого журналу «Пам'ятки України. Історія та культура» (1994, спільно з Міністерством культури України), книжкової серії "Бібліотека журналу «Пам'ятки України» (1990), газети "Старожитності" (1990) та журналів «Краєзнавство» (1993), «EuroEscort» (1995), «RoundTrip» (2000), «Пам'ятки України. Науковий альманах» (2009), «Діалоги» (2010), «Визвольна боротьба» (2018), «Вічний мандрівник» (2019).

## Життєпис
Із молодших класів юнкор бобровицької районної газети «Жовтнева зоря» та обласних газет Чернігівщини.
Вищу освіту здобув на факультеті журналістики Київського університету імені Тараса Шевченка (1980), навчався також за кордоном.
Із 1980 — помічник, референт голови Українського товариства охорони пам'яток історії та культури академіка Петра Тронька. Головний редактор науково-популярного журналу «Пам'ятки України» (з 1994 — «Пам'ятки України: історія та культура») — 1984—1997, 2008—2010, з 2016), всеукраїнського тижневика «Культура і життя» (2009—2010, 2014—2015).
У 1990-ті очолював медіаоб'єднання Концерну «Крим-Континенталь», який видавав газети «Наша віра», «День у день», «Старожитності», журнали «Україна», «Київ», «Архітектура України», «Краєзнавство», «Пам'ятки України», альманах «Архітектурна спадщина».
У 2009—2017 (з перервою, зумовленою переслідуванням команди В.Януковича у Міністерстві культури) працював головним редактором, заступником генерального директора з видавничих питань у медіахолдингу Національне газетно-журнальне видавництво Міністерства культури України (інтернет-портал «Культ UA», понад 10 сторінок у соціальних мережах, газети «Культура і життя», «Кримська світлиця», «Старожитності», журнали «Українська культура», «Пам'ятки України. Історія та культура», «Музика», «Український театр», «Театрально-концертний Київ»).
Автор тогочасного ребрендингу журналів «Українська культура», «Музика», «Український театр», «Театрально-концертний Київ», тижневиків «Культура і життя», «Кримська світлиця». З 2017 і станом на червень 2022 — головний редактор Видавничого дому журналу «Пам'ятки України», в рамках якого діють понад 20 сторінок соціальних мереж, журнали «Пам'ятки України. Історія та культура», «Пам'ятки України. Науковий альманах», "Народна бібліотека «Пам'ятки України», «Визвольна боротьба», «Вічний мандрівник», «Landmarks of Ukraine», видано понад 120 книг серії "Бібліотека журналу «Пам'ятки України».
З 2019 і станом на червень 2022 — завідувач кафедри журналістики, видавничої справи, поліграфії та редагування Відкритого міжнародного університету розвитку людини «Україна».
Керівник ребрендингових проєктів компанії C.V.P.M. Group (Німеччина, США, Греція, Кіпр, 1997—2008, 2011—2013, 2019—2020). Член редколегії часописів «Літературна Україна», «Визвольна боротьба» та інших.
Співупорядник книги
Леопольд Ященко і його славетний хор «Гомін» — велична епоха відродження традицій національного співу. Збірка спогадів і матеріалів. Упорядники Лідія Орел, Анатолій Сєриков. — Київ, Міжнародний інститут українознавчих студій, 2024. — 512 с. — ISBN 978-617-8259-06-8

## Громадська діяльність
Член Національної спілки журналістів України, Заслужений журналіст України (1993).
Член Національної спілки краєзнавців України, директор Фундації Героя України, академіка Петра Тронька (2011—2014, на громадських засадах).
Тривалий час товаришував із краєзнавцем, академіком Петром Троньком. Родинна садиба Анатолія Сєрикова у селі Веприк Бобровицького району на Чернігівщині стала приміщенням для Музею Фундації Петра Тронька.